# 1854年大彗星
1854年大彗星（Great Comet of 1854），正式命名為C/1854 F1，是一顆1854年肉眼可見的彗星。由於其非凡的亮度，它被認為是大彗星之一。

## 觀測史
1854年3月23日早晨，阿爾弗雷德·德·孟喬（Alfred de Menciaux）在法國南部達馬桑附近發現這顆彗星，就在東方地平線上方。彗星的尾巴幾乎垂直於地平線。接下來的幾天裡，這顆彗星消失在早晨的天空，因為它一直在接近地平線，直到3月26日晚上它經過太陽，然後才出現在傍晚的天空中。到了4月1日，包括英國的愛德華·約瑟夫·洛（Edward Joseph Lowe）和約翰·羅素·欣德在內的幾位天文學家做出了許多獨立的發現和觀測。在愛爾蘭，安德魯·格雷厄姆於3月30日報告彗星出現3°長尾巴。
這顆彗星在4月1日最接近地球時，亮度為1-2等，是一個令人印象深刻的天體。4月4日，彗尾達到最大長度，超過5°。4月中旬，這顆彗星明顯變暗。4月28日，天文學家在馬德拉斯最後一次用望遠鏡觀測到彗星。
彗星的最大亮度達0-1等。